# Sjaak Alberts
Jacques Anton (Sjaak) Alberts (Arnhem, 27 februari 1926 – 8 juli 1997) was een Nederlands voetballer. Hij speelde voor Vitesse en kwam vijfmaal uit voor het Nederlands voetbalelftal.

## Clubcarrière
Alberts begon met voetballen bij Gelria uit Velp. Als junior stapte hij over naar Vitesse.
Op 17-jarige leeftijd maakte hij zijn debuut in het eerste elftal van de Arnhemmers. Tien jaar later zette hij onverwacht een punt achter zijn voetballoopbaan.
In september 1953 tijdens de voorbereiding op het nieuwe seizoen stopte hij abrupt. Hij was 27 jaar, tot voor kort international, en aanvoerder van Vitesse dat een paar maanden eerder kampioen werd in de Eerste klasse van het district Oost. De club eindigde als vierde in de nationale titelstrijd.
Als reden gaf Alberts op dat hij het plezier in het voetbal was kwijtgeraakt. De reactie van het bestuur dat hij 'fysiek en psychisch' niet in staat zou zijn om te spelen, leidde tot veel ophef. Uiteindelijk bood het Vitesse-bestuur zijn excuses aan.
Na een jaar pauze vervolgde Alberts zijn loopbaan bij tweedeklasser Ede.

## Nederlands elftal
In 1947 werd hij uitgenodigd voor Nederland–B maar hij kwam niet in actie. In 1948 hoorde hij bij de selectie van Oranje voor de Olympische Spelen in Londen. Daar kwam hij nog niet aan spelen toe. Vier jaar later maakte hij wel zijn debuut in het Nederlands voetbalelftal. In de aanloop naar de Olympische Spelen van Helsinki brak de vaste verdediger van Oranje (Henk Schijvenaar) in een wedstrijd tegen België zijn been. Op 6 april 1952 behaalde Alberts zijn eerste 'cap'. Hij speelde op 16 juli ook de enige wedstrijd van Nederland tijdens die Spelen, 1-5 verlies tegen Brazilië. Na de Spelen werd Alberts in het najaar van 1952 nog tweemaal voor Oranje geselecteerd.

## Carrièrestatistieken
| Seizoen         | Club            | Land            | Competitie           | Competitie      | Competitie      | Beker           | Beker           | Internationaal  | Internationaal  | Overig          | Overig          | Totaal          | Totaal          |
| Seizoen         | Club            | Land            | Competitie           | Wed.            | Dlp.            | Wed.            | Dlp.            | Wed.            | Dlp.            | Wed.            | Dlp.            | Wed.            | Dlp.            |
| --------------- | --------------- | --------------- | -------------------- | --------------- | --------------- | --------------- | --------------- | --------------- | --------------- | --------------- | --------------- | --------------- | --------------- |
| 1943/44         | Vitesse         | Nederland       | Tweede klasse C Oost | 14              | 6               | –               | 0               | 0               | 0               | 6               | 1               | 20              | 7               |
| 1944/45         | Geen competitie | Geen competitie | Geen competitie      | Geen competitie | Geen competitie | Geen competitie | Geen competitie | Geen competitie | Geen competitie | Geen competitie | Geen competitie | Geen competitie | Geen competitie |
| 1945/46         | Vitesse         | Nederland       | Tweede klasse C Oost | 16              | 2               | 5               | 4               | 0               | 0               | 9               | 1               | 30              | 7               |
| 1946/47         | Vitesse         | Nederland       | Eerste klasse Oost   | 20              | 0               | –               | 0               | 0               | 0               | 0               | 0               | 20              | 0               |
| 1947/48         | Vitesse         | Nederland       | Eerste klasse Oost   | 19              | 0               | –               | 0               | 0               | 0               | 6               | 0               | 25              | 0               |
| 1948/49         | Vitesse         | Nederland       | Tweede klasse B Oost | 11              | 1               | 1               | 0               | 0               | 0               | 0               | 0               | 12              | 1               |
| 1949/50         | Vitesse         | Nederland       | Tweede klasse C Oost | 18              | 0               | –               | 0               | 0               | 0               | 3               | 0               | 21              | 0               |
| 1950/51         | Vitesse         | Nederland       | Eerste klasse B      | 18              | 0               | –               | 0               | 0               | 0               | 0               | 0               | 18              | 0               |
| 1951/52         | Vitesse         | Nederland       | Eerste klasse B      | 24              | 0               | –               | 0               | 0               | 0               | 0               | 0               | 24              | 0               |
| 1952/53         | Vitesse         | Nederland       | Eerste klasse B      | 25              | 0               | –               | 0               | 0               | 0               | 2               | 0               | 27              | 0               |
| Carrière totaal | Carrière totaal | Carrière totaal | Carrière totaal      | 165             | 9               | 6               | 4               | 0               | 0               | 26              | 2               | 197             | 15              |